# Атак (Јемен)
Атак (арапски:عتق), је град на југозападу Јемена, удаљен је око 458 km југоисточно од главног града Сане. Град има око 20.435 становника, лежи на надморској висини од 1200 m.
Атак је главни град јеменске Мухафазе Шабва која броји 466.889 становника.
У околини се гаји пуно сусама, који се прерађује у уље у граду, литра тог уља кошта 700 јеменских риала (око 17.16 куна).

## Занимљивости о граду
Данашњи Атак је модеран град, који има аеродром (ICAO Code - OYAT, IATA Code-AXK Atak ), болницу, и музеј (основан 1984 ) који поседује вредне предмете из различитих подручја Мухафазе Шабва, из древног града Шабве (престолнице античког Хадрамаутског краљевства), градова из Краљевства Катабан, и градова из Краљевства Аусан. Најстарији излошци су из каменог доба из 3. миленијума п. н. е.
У граду је једна од највећих атракција, Палата Деибан (зграда Ел-Деибан) која има шест спратова, и осанову површине 40x40m, 5 и 6. спрат изграђени су у облику пирамиде. Зграда је изграђена од непечених цигли, и стара је више од 200 година. Поред града налази се село Хамар Атак (16km), са кућама грађеним у традиционалном стилу од глине и камена.
Поред града код места Хабан, налази се античка брана - Куреиф Хабан или Брана Хабан, 150m дуга и 100 m широка, ас тунелом ископаним у стени, 30 m дугим и 3 m широким, по коме је вода долазила до бране.